# موت‌ام‌ویا
موت‌ام‌ویا (انگلیسی: Mutemwiya) که با نام موتِمْوَیَا هم شناخته می‌شود، همسر خردسال فرعون تحوتموس چهارم از دودمان هجدهم مصر و مادر فرعون آمنهوتپ سوم بود. نام موت‌ام‌ویا به معنای «موت در کشتی ملکوتی» است. با آنکه تأیید نشده، گفته شده است که او در زمان خردسالی پسرش آمنهوتپ سوم مدتی به عنوان نایب‌السلطنه خدمت می‌کرد.

## زندگی‌نامه
حضور موت‌ام‌ویا در دوران سلطنت شوهرش تحوتموس چهارم تأیید نشده است. او در دربار تحت الشعاع ملکه‌های اصلی نفرتاری و بعداً یعرت قرار می‌گرفت. موت‌ام‌ویا فقط در بناهای یادبود پسرش آمنهوتپ سوم نشان داده شده است.
در حالی که او گهگاه توسط برخی از محققان به عنوان دختر آرتاتاما یکم پادشاه میتانی شناسایی می‌شد، هیچ مدرکی ثابت نمی‌کند که او همان شخص است، و هیچ چیزی در مورد پیشینهٔ خودش مشخص نیست. به نظر می‌رسد شواهدی وجود دارد که او دختر آرتاتاما یکم نبوده است، اما این نظریه کنار گذاشته شده است. سیریل آلدرد پیشنهاد کرده است که موت‌ام‌ویا خواهر یویا باشد. او استدلال می‌کند که از آنجایی که موت‌ام‌ویا در سال‌های اولیه سلطنت پسرش حضور داشت، ممکن است ازدواج بین تیه و پادشاه جوان را طرح‌ریزی کرده تا خانواده‌اش را با خانواده سلطنتی پیوند دهد. با این حال، این نظریه شواهد اندک و ضعیفی در میان متون، کتیبه‌ها یا سایر یافته‌های باستان‌شناسی دارد.
موت‌ام‌ویا عناوین بسیاری از جمله همسر خدا، بانوی دو سرزمین، همسر پادشاه بزرگ، معشوق او، نجیب زن، کنتس، برترین عشق‌ها، معشوقه مصر علیا و سفلی و مادر خدا داشت. القاب مادر پادشاه و مادر خدا به یک چیز اشاره دارد، زیرا منظور از خدای مورد بحث همان پادشاه حاکم، آمنهوتپ سوم بود. همه این القاب، از جمله همسر بزرگ سلطنتی، تنها پس از مرگ شوهرش، در زمان سلطنت پسرش، مورد استفاده قرار گرفت. در زمان رسیدن آمنهوتپ سوم به تاج و تخت، او به عنوان مادر فرعون جدید شهرت یافت.
موت‌ام‌ویا در معبد اقصر، در صحنه‌هایی که تولد ملکوتی پسرش آمنهوتپ سوم را به تصویر می‌کشد، نشان داده شده است. این صحنه‌ها شبیه (و در برخی موارد کپی) صحنه‌های تولد ملکوتی حتشپسوت در دیر البهاری است. حتشپسوت از داستان تولد برای تقویت ادعاهای خود برای تاج و تخت استفاده کرده بود. آمنهوتپ پسر یک فرعون حاکم بود و به نظر می‌رسد که صحنه تولد برای تأکید بر ماهیت نیمه ملکوتی آمنهوتپ سوم استفاده می‌شود. در یک صحنه کلیدی، موت‌ام‌ویا نشسته روی تخت نشان داده می‌شود که خدای آمون را که شکل شوهرش تحوتموس چهارم به خود گرفته بود، دریافت می‌کند. آنها در حضور الهه‌های سرکت و نیث هستند. این صحنه‌ها آمنهوتپ سوم را نتیجه پیوند مادرش با خود خدای آمون نشان می‌دهد. ملکه باردار موت‌ام‌ویا همان‌طور که بعداً نشان داده شد توسط ایزیس و خنوم به اتاق زایمان هدایت می‌شود.
یک مجسمه گرانیتی کوچک از موت‌ام‌ویا در کرنک پیدا شد و اکنون در مجموعه موزه بریتانیا است. این مجسمه به شکل یک معمای مصور است که الهه موت را نشان می‌دهد که در یک کرجی نشسته است و در نتیجه نام او را تشکیل می‌دهد. نام موت‌ام‌ویا در کتیبه کنار کرجی آمده است.
او به همراه عروسش، تیه (ملکه) در دو مجسمه ممنون که توسط آمنهوتپ سوم ساخته شده است نشان داده شده است.

## مرگ
تاریخ مرگ موت‌ام‌ویا نامعلوم است، اما اعتقاد بر این است که او مدت‌ها در دوران سلطنت پسرش زنده مانده است. شاهد این مدعا، حضور او در میان دو مجسمه ممنون است که در دوران سلطنت او ساخته شده است، و همچنین ذکر املاک او بر روی برچسب کوزه‌های شراب موجود در کاخ الملقطهٔ آمنهوتپ سوم در تِبِس.